# Cranioleuca subcristata
Cranioleuca subcristata là một loài chim trong họ Furnariidae.